# Регисполье
Регисполье (бел. Рэгісполле) — деревня в Березинском районе Минской области Беларуси. Входит в состав Богушевичского сельсовета.

## География
Деревня находится в восточной части Минской области, к югу от реки Усы, при автодороге Р-67, на расстоянии приблизительно 19 километров (по прямой) к юго-западу от города Березино, административного центра района. Абсолютная высота — 148 метров над уровнем моря. Площадь населённого пункта — 0,0136 км².

## История
В 1897 году входила в состав Игуменского уезда Минской губернии, насчитывалось 3 двора и 19 жителей.
По состоянию на 1909 год, в Регисполе имелся 1 двор и проживало 18 человек. В административном отношении деревня входила в состав Якшицкой волости.
В 1920-х гг., в ходе проведения коллективизации, была создана 1-я бригада колхоза «Победа».
До 21 декабря 2007 года в составе Якшицкого сельсовета.

## Население
По данным переписи 2019 года, постоянное население в деревне отсутствовало.
| Численность населения | Численность населения |
| Год                   | Человек               |
| --------------------- | --------------------- |
| 1897                  | 19                    |
| 1909                  | ↘18                   |
| 1917                  | ↗63                   |
| 1960                  | ↗66                   |
| 1999                  | ↘6                    |
| 2009                  | ↘0                    |
| 2019                  | → 0                   |